# Top Volley 2013-2014
Questa voce raccoglie le informazioni riguardanti la Top Volley nelle competizioni ufficiali della stagione 2013-2014.

## Stagione
La stagione 2013-14 è per la Top Volley, sponsorizzata dall'Andreoli, la dodicesima, la quinta consecutiva, in Serie A1; in panchina siede Roberto Santilli, sostituito poi ad annata in corso dal suo vice Dario Simoni, così come la rosa viene parzialmente modificata: alle partenze di Jeroen Rauwerdink, Jakub Jarosz e Stefano Patriarca si contrappongono gli arrivi di Todor Skrimov, Davide Candellaro e Saša Starović, quest'ultimo avvenuto poco dopo l'inizio del campionato; tra le conferme figurano quelle di Salvatore Rossini, Pieter Verhees, Daniele Sottile e Andreas Fragkos.
Il campionato inizia con quattro sconfitte consecutive, mentre la prima vittoria arriva alla quinta giornata, per 3-0, contro la Pallavolo Molfetta: il resto del girone di andata è un monologo di insuccessi, se si eccettua una sola vittoria, alla decima giornata, contro la Pallavolo Città di Castello, chiudendo all'ultimo posto in classifica e non qualificandosi per la Coppa Italia. Anche il girone di ritorno si apre con tre sconfitte di fila, a cui fanno però seguito due successi: l'ultima parte di campionato vede la squadra di Latina uscire sempre perdente, eccetto all'ultima giornata, quando vince contro il Gruppo Sportivo Porto Robur Costa, confermandosi all'ultimo posto in classifica e qualificandosi per i play-off per l'accesso alla Challenge Cup; nel quarti di finale incontra la Trentino Volley, la quale dopo aver vinto la gara di andata, perde quella di ritorno, ma fa suo il Golden set, eliminando la Top Volley dalla competizione.
La rinuncia della Pallavolo Modena e successivamente della Sir Safety Perugia, porta la Top Volley a partecipare alla Challenge Cup 2013-14: superato agevolmente il secondo turno, la squadra incontra qualche difficoltà nei sedicesimi di finale, quando, dopo aver vinto la gara di andata, perde quella di ritorno contro il Topvolley Antwerpen, garantendosi il passaggio del turno solo grazie alla vittoria del Golden set; le vittorie sia agli ottavi sia ai quarti di finale, consentono al club di giungere alle semifinali: la sfida è contro i turchi dell'İstanbul Büyükşehir Belediyesi Spor Kulübü, i quali dopo aver perso la gara di andata per 3-0, vincono quella di ritorno per 3-2, ma sono eliminati, in quanto la formazione italiana ha totalizzato più punti. In finale invece avviene l'inverso; la gara si gioca con un'altra formazione turca, il Fenerbahçe Spor Kulübü: la Top Volley si aggiudica la gara di andata per 3-2, ma viene sconfitta in quella di ritorno per 3-0, e per un peggior numero di punti conquistati, si classifica al secondo posto nella competizione.

## Organigramma societario
Area direttiva
- Presidente: Gianrio Falivene
- Vicepresidente: Paolo Andreoli
- Amministratore unico: Bruno Monteferri
- Segreteria generale: Carlo Buzzanca
- Amministrazione: Valentina Amore

Area organizzativa
- Team manager: Bartolomeo Cappa
- Direttore sportivo: Candido Grande
- Dirigente: Luigi Goldner
- Dirigente accompagnatore: Michael Di Capua
- Addetto agli arbitri: Mauro Petrolini
- Consulente legale: Massimiliano Serrao

Area tecnica
- Allenatore: Roberto Santilli (fino al 20 gennaio 2014), Dario Simoni (dal 21 gennaio 2014)
- Allenatore in seconda: Dario Simoni (fino al 20 gennaio 2014), Marco Franchi (dal 21 gennaio 2014)
- Scout man: Maurizio Cibba
- Responsabile settore giovanile: Francesco Bignardi

Area comunicazione
- Ufficio stampa: Alessandro Antonelli
- Area comunicazione: Anna Świderek
- Webmaster: Michela Policicchio
- Speaker: Giuseppe Baratta
- Fotografo: Fabio Pirazzi

Area marketing
- Ufficio marketing: Luca Giancanella, Anna Świderek, Andrea Zago
- Logistica: Maurizio Cicchini
- Biglietteria: Marina Cacciapuoti, Patrizia Cacciapuoti

Area sanitaria
- Medico: Amedeo Verri
- Preparatore atletico: Dario Simoni
- Fisioterapista: Vincenzo Annarumma, Davide Ghisa
- Ortopedico: Gianluca Martini
- Cardiologo: Damiano Coletta
- Osteopata: Giacinta Milita
- Podologo: Alessandro Russo

## Rosa
| N° | Nome                | Ruolo | Data di nascita   | Nazionalità sportiva |
| -- | ------------------- | ----- | ----------------- | -------------------- |
| 1  | Jason DeRocco       | S     | 19 settembre 1989 | Canada               |
| 2  | Davide Candellaro   | C     | 7 giugno 1989     | Italia               |
| 3  | Salvatore Rossini   | L     | 13 luglio 1986    | Italia               |
| 4  | Carmelo Gitto       | C     | 3 luglio 1987     | Italia               |
| 5  | Daniele Sottile     | P     | 17 agosto 1979    | Italia               |
| 7  | Peter Michalovič    | O     | 26 maggio 1990    | Rep. Ceca            |
| 8  | Todor Skrimov       | S     | 9 gennaio 1990    | Bulgaria             |
| 9  | Pieter Verhees      | C     | 8 dicembre 1989   | Belgio               |
| 10 | Daniele Tailli      | L     | 24 luglio 1993    | Italia               |
| 11 | Matteo Paris        | P     | 13 settembre 1983 | Italia               |
| 12 | Sergio Noda         | S     | 23 marzo 1987     | Spagna               |
| 13 | Francesco Fortunato | C     | 23 luglio 1977    | Italia               |
| 15 | Saša Starović       | O     | 19 ottobre 1988   | Serbia               |
| 16 | Andreas Fragkos     | S     | 21 dicembre 1989  | Grecia               |
| 18 | Maurice Torres      | O     | 6 luglio 1991     | Stati Uniti          |

## Mercato
| Acquisti | Acquisti            | Acquisti          | Acquisti      |
| R.       | Nome                | da                | Modalità      |
| -------- | ------------------- | ----------------- | ------------- |
| C        | Davide Candellaro   | Atripalda         | definitivo    |
| S        | Jason DeRocco       | Saint-Nazaire     | definitivo    |
| C        | Francesco Fortunato | Atripalda         | definitivo    |
| O        | Peter Michalovič    | Ostrava           | definitivo    |
| P        | Matteo Paris        | Corigliano Volley | definitivo    |
| O        | Saša Starović       | Lube              | definitivo    |
| S        | Todor Skrimov       | Paris             | definitivo    |
| L        | Daniele Tailli      | Olbia             | fine prestito |
| O        | Maurice Torres      | Pepperdine        | definitivo    |

| Cessioni | Cessioni            | Cessioni      | Cessioni   |
| R.       | Nome                | a             | Modalità   |
| -------- | ------------------- | ------------- | ---------- |
| S        | Jason DeRocco       | Nantes        | definitivo |
| P        | Michel Guemart      | Tricolore     | definitivo |
| S/O      | Jakub Jarosz        | Trefl Gdańsk  | definitivo |
| C        | Stefano Patriarca   | Lube          | definitivo |
| L        | Massimiliano Prandi | Fossano       | definitivo |
| S        | Jeroen Rauwerdink   | Piemonte      | definitivo |
| O        | Maurice Torres      | Montpellier   | definitivo |
| O        | Murphy Troy         | Saint-Nazaire | definitivo |

## Risultati

### Serie A1

#### Girone di andata
| 1ª giornata - 23 novembre 2013 PalaTrento, Trento          | Trentino           | 3 - 2 | Top Volley Latina | 25-17, 24-26, 25-21, 23-25, 24-22 |
| 2ª giornata - 27 ottobre 2013 PalaBianchini, Latina        | Top Volley Latina  | 0 - 3 | Lube              | 26-28, 20-25, 30-32               |
| 3ª giornata - 3 novembre 2013 PalaBreBanca, Cuneo          | Piemonte           | 3 - 0 | Top Volley Latina | 25-19, 25-22, 25-17               |
| 4ª giornata - 10 novembre 2013 PalaValentia, Vibo Valentia | Callipo            | 3 - 0 | Top Volley Latina | 25-16, 25-21, 25-22               |
| 5ª giornata - 13 novembre 2013 PalaBianchini, Latina       | Top Volley Latina  | 3 - 0 | Molfetta          | 25-21, 25-13, 25-23               |
| 6ª giornata - 5 dicembre 2013 PalaOlimpia, Verona          | BluVolley Verona   | 3 - 1 | Top Volley Latina | 25-23, 25-22, 23-25, 25-22        |
| 7ª giornata - 1º dicembre 2013 PalaBianchini, Latina       | Top Volley Latina  | 1 - 3 | Piacenza          | 35-37, 25-22, 16-25, 15-24        |
| 8ª giornata - 8 dicembre 2013 PalaBianchini, Latina        | Top Volley Latina  | 1 - 3 | Modena            | 19-25, 21-25, 25-18, 26-28        |
| 9ª giornata - 15 dicembre 2013 PalaEvangelisti, Perugia    | Sir Safety Perugia | 3 - 1 | Top Volley Latina | 32-30, 25-22, 20-25, 25-11        |
| 10ª giornata - 22 dicembre 2013 PalaBianchini, Latina      | Top Volley Latina  | 3 - 0 | Città di Castello | 25-14, 25-19, 25-15               |
| 11ª giornata - 8 gennaio 2014 PalaDeAndrè, Ravenna         | Porto Robur Costa  | 3 - 2 | Top Volley Latina | 25-22, 24-26, 21-25, 25-23, 15-12 |

#### Girone di ritorno
| 12ª giornata - 11 gennaio 2014 PalaBianchini, Latina       | Top Volley Latina | 1 - 3 | Trentino           | 21-25, 25-23, 22-25, 23-25        |
| 13ª giornata - 19 gennaio 2014 PalaFontescodella, Macerata | Lube              | 3 - 1 | Top Volley Latina  | 22-25, 25-21, 25-22, 25-20        |
| 14ª giornata - 25 gennaio 2014 PalaBianchini, Latina       | Top Volley Latina | 2 - 3 | Piemonte           | 25-18, 25-23, 23-25, 21-25, 9-15  |
| 15ª giornata - 2 febbraio 2014 PalaBianchini, Latina       | Top Volley Latina | 3 - 0 | Callipo            | 25-19, 25-19, 25-22               |
| 16ª giornata - 9 febbraio 2014 PalaPoli, Molfetta          | Molfetta          | 2 - 3 | Top Volley Latina  | 25-22, 25-22, 21-25, 21-25, 12-15 |
| 17ª giornata - 16 febbraio 2014 PalaBianchini, Latina      | Top Volley Latina | 2 - 3 | BluVolley Verona   | 17-25, 19-25, 25-23, 25-23, 9-15  |
| 18ª giornata - 23 febbraio 2014 PalaBanca, Piacenza        | Piacenza          | 3 - 0 | Top Volley Latina  | 25-22, 25-15, 26-24               |
| 19ª giornata - 11 marzo 2014 PalaPanini, Modena            | Modena            | 3 - 1 | Top Volley Latina  | 25-19, 25-13, 23-25, 25-22        |
| 20ª giornata - 19 febbraio 2014 PalaBianchini, Latina      | Top Volley Latina | 1 - 3 | Sir Safety Perugia | 21-25, 23-25, 25-18, 20-25        |
| 21ª giornata - 15 marzo 2014 PalaKemon, PalaKemon          | Città di Castello | 3 - 0 | Top Volley Latina  | 25-14, 25-23, 25-23               |
| 22ª giornata - 23 marzo 2014 PalaBianchini, Latina         | Top Volley Latina | 3 - 0 | Porto Robur Costa  | 25-19, 25-17, 25-22               |

#### Play-off Challenge Cup
| Quarti di finale (andata) - 6 aprile 2014 PalaBianchini, Latina | Top Volley Latina | 0 - 3 | Trentino          | 18-25, 17-25, 21-25                          |
| Quarti di finale (ritorno) - 13 aprile 2014 PalaTrento, Trento  | Trentino          | 1 - 3 | Top Volley Latina | 28-26, 20-25, 31-33, 23-25 Golden set: 15-13 |

### Challenge Cup

#### Fase a eliminazione diretta
| Secondo turno (andata) - 6 novembre 2013 PalaBianchini, Latina            | Top Volley Latina   | 3 - 0 | Chemes Humenné      | 25-13, 25-18, 25-21                   |
| Secondo turno (ritorno) - 27 novembre 2013 Mestská športová hala, Humenné | Chemes Humenné      | 0 - 3 | Top Volley Latina   | 24-26, 18-25, 26-28                   |
| Sedicesimi di finale (andata) - 11 dicembre 2013 PalaBianchini, Latina    | Top Volley Latina   | 3 - 0 | Topvolley Antwerpen | 26-24, 25-19, 27-25                   |
| Sedicesimi di finale (ritorno) - 18 dicembre 2013 Sporthal Arena, Deurne  | Topvolley Antwerpen | 3 - 0 | Top Volley Latina   | 27-25, 25-22, 25-16 Golden set: 10-15 |
| Ottavi di finale (andata) - 15 gennaio 2014 Sports Hall, Pärnu            | Pärnu               | 0 - 3 | Top Volley Latina   | 19-25, 19-25, 11-25                   |
| Ottavi di finale (ritorno) - 22 gennaio 2014 PalaBianchini, Latina        | Top Volley Latina   | 3 - 0 | Pärnu               | 25-20, 30-28, 25-18                   |
| Quarti di finale (andata) - 5 febbraio 2014 Športna Dvorana, Kamnik       | Kamnik              | 1 - 3 | Top Volley Latina   | 13-25, 21-25, 25-22, 17-25            |
| Quarti di finale (ritorno) - 12 febbraio 2014 PalaBianchini, Latina       | Top Volley Latina   | 3 - 0 | Kamnik              | 25-16, 25-18, 25-21                   |
| Semifinali (andata) - 26 febbraio 2014 PalaBianchini, Latina              | Top Volley Latina   | 3 - 0 | İstanbul BB         | 25-18, 25-13, 25-22                   |
| Semifinali (ritorno) - 2 marzo 2014 Haldun Alagaş Spor Salonu, Istanbul   | İstanbul BB         | 3 - 2 | Top Volley Latina   | 34-36, 25-16, 25-21, 19-25, 15-13     |
| Finale (andata) - 27 marzo 2014 PalaBianchini, Latina                     | Top Volley Latina   | 3 - 2 | Fenerbahçe          | 30-32, 18-25, 26-24, 25-21, 16-14     |
| Finale (ritorno) - 30 marzo 2014 Burhan Felek Spor Salonu, Istanbul       | Fenerbahçe          | 3 - 0 | Top Volley Latina   | 25-22, 25-19, 25-17                   |

## Statistiche

### Statistiche di squadra
| Competizione  | Punti | In casa | In casa | In casa | In trasferta | In trasferta | In trasferta | Totale | Totale | Totale |
| Competizione  | Punti | G       | V       | P       | G            | V            | P            | G      | V      | P      |
| ------------- | ----- | ------- | ------- | ------- | ------------ | ------------ | ------------ | ------ | ------ | ------ |
| Serie A1      | 18    | 12      | 4       | 8       | 12           | 2            | 10           | 24     | 6      | 18     |
| Challenge Cup | -     | 6       | 6       | 0       | 6            | 3            | 3            | 12     | 9      | 3      |
| Totale        | -     | 18      | 10      | 8       | 18           | 5            | 13           | 36     | 15     | 21     |

G = partite giocate; V = partite vinte; P = partite perse

### Statistiche dei giocatori
| Giocatore     | Serie A1 | Serie A1 | Serie A1 | Serie A1 | Serie A1 | Coppa Italia | Coppa Italia | Coppa Italia | Coppa Italia | Coppa Italia | Totale | Totale | Totale | Totale | Totale |
| Giocatore     | P        | PT       | AV       | MV       | BV       | P            | PT           | AV           | MV           | BV           | P      | PT     | AV     | MV     | BV     |
| ------------- | -------- | -------- | -------- | -------- | -------- | ------------ | ------------ | ------------ | ------------ | ------------ | ------ | ------ | ------ | ------ | ------ |
| D. Candellaro | 15       | 37       | 23       | 9        | 5        | 7            | 15           | 6            | 5            | 4            | 22     | 52     | 29     | 14     | 9      |
| J. DeRocco    | 11       | 27       | 22       | 4        | 1        | 3            | 0            | 0            | 0            | 0            | 14     | 27     | 22     | 4      | 1      |
| F. Fortunato  | 6        | 0        | 0        | 0        | 0        | -            | -            | -            | -            | -            | 6      | 0      | 0      | 0      | 0      |
| A. Fragkos    | 22       | 180      | 143      | 24       | 13       | 11           | 31           | 27           | 2            | 2            | 33     | 211    | 170    | 26     | 15     |
| C. Gitto      | 21       | 181      | 128      | 42       | 11       | 11           | 25           | 16           | 8            | 1            | 32     | 206    | 144    | 50     | 12     |
| P. Michalovič | 11       | 60       | 55       | 1        | 4        | 10           | 4            | 3            | 1            | 0            | 21     | 64     | 58     | 2      | 4      |
| S. Noda       | 19       | 164      | 137      | 11       | 16       | 10           | 55           | 48           | 2            | 5            | 29     | 219    | 185    | 13     | 21     |
| M. Paris      | 16       | 3        | 1        | 1        | 1        | 6            | 0            | 0            | 0            | 0            | 22     | 3      | 1      | 1      | 1      |
| S. Rossini    | 23       | -        | -        | -        | -        | 12           | -            | -            | -            | -            | 44     | -      | -      | -      | -      |
| T. Skrimov    | 21       | 240      | 198      | 15       | 27       | 10           | 65           | 50           | 3            | 12           | 31     | 305    | 248    | 18     | 39     |
| D. Sottile    | 24       | 40       | 15       | 18       | 7        | 11           | 13           | 8            | 3            | 2            | 35     | 53     | 23     | 21     | 9      |
| S. Starović   | 19       | 338      | 307      | 17       | 14       | 11           | 112          | 90           | 10           | 12           | 30     | 450    | 397    | 27     | 26     |
| D. Tailli     | 10       | 1        | 1        | -        | -        | 5            | -            | -            | -            | -            | 15     | 1      | 1      | -      | -      |
| M. Torres     | 5        | 32       | 25       | 3        | 4        | 1            | 0            | 0            | 0            | 0            | 6      | 32     | 25     | 3      | 4      |
| P. Verhees    | 23       | 165      | 121      | 36       | 8        | 12           | 59           | 39           | 12           | 8            | 35     | 224    | 160    | 48     | 16     |

P = presenze; PT = punti totali; AV = attacchi vincenti; MV = muri vincenti; BV = battute vincenti